# Santa Sofía, Boyacá
Santa Sofía là một thị xã và đô thị ở Departamento of Boyacá, thuộc phân vùng Ricaurte, Colombia.